# Efecte Iarkovski

1. Efecte Iarkovski.
2. Radiació de la superfície de l'asteroide. Asteroide de moviment prograu o directe (antihorari).
2.1 Posició de «tarda»
3. Òrbita de l'asteroide.
4. Radiació solar.

L'efecte Iarkovski modifica les òrbites d'objectes petits del Sistema solar com a resultat de la manera en què aquests absorbeixen la radiació del Sol en una de les seves cares i la reirradien mentre roten. Això produeix un lleuger desequilibri que, lentament, amb el pas del temps, altera la trajectòria de l'objecte. S'estudia principalment en relació amb meteoroides i asteroides de petita grandària (de 10 cm a 10 km de diàmetre), ja que la seva influència és molt significativa per a aquests cossos.

## Història
Aquest efecte va ser descobert per l'enginyer rus Ivan Ossipovitx Iarkovski (1844–1902), l'afició del qual era la recerca de problemes científics. Mentre escrivia per a un pamflet al voltant de l'any 1900, Iarkovski va observar que l'escalfament diürn d'un objecte rotador a l'espai podria influenciar a llarg termini les òrbites dels cossos de petites dimensions, especialment meteoroides i petits asteroides; de fet l'efecte actua amb major intensitat en els objectes menors i solament feblement en els majors.
Una troballa extraordinària que hauria estat relegat a l'oblit si no hagués estat per l'astrònom estonià Ernst Öpik (1893–1985) qui, dècades més tard, va debatre sobre la possible importància que l'efecte Iarkovski podria tenir en el moviment dels meteoroides dins del Sistema Solar.

## Components de l'efecte
L'efecte Iarkovski és conseqüència de l'escalfament diferencial de la superfície d'un objecte girant. Generalment s'identifiquen dos components de l'efecte:
- Efecte diürn: en un cos rotant (com un asteroide) il·luminat pel Sol, la superfície està més calenta en la «tarda» i les primeres hores de la nit, que durant el «matí» o la nit tancada. El resultat és que la cara del «fosquejar» irradia més calor que la cara del «clarejar», generant una embranzida en virtut de la pressió de radiació en direcció oposada a la cara del clarejar. Per als asteroides de moviment directe (antihorari) aquesta direcció coincideix amb la de moviment de la seva òrbita, la qual cosa produeix un increment gradual del seu semieix major i, en conseqüència, en la modificació de l'òrbita en una espiral que els allunya del Sol. Per contra, per als asteroides de moviment retrògrad (horari) la força actua contra el moviment orbital i el moviment en espiral està dirigit cap al Sol. Aquest component diürn seria el dominant per a objectes que superen els 100 m de diàmetre.

- Efecte estacional: aquest efecte és més senzill d'entendre en l'hipotètic cas d'un cos no rotant el «dia del qual» duri exactament el mateix que el seu «any». Mentre viatja a través de la seva òrbita, l'hemisferi del «fosquejar», que ha estat escalfat durant un llarg període, es troba invariablement en la direcció del moviment orbital. L'excés de radiació tèrmica en aquesta direcció exerceix una força de frenat que impulsa l'objecte en espiral en direcció cap al Sol. En la pràctica, per a cossos rotants, aquest efecte estacional és directament proporcional a l'obliqüitat de l'eclíptica. L'efecte és dominant si l'efecte diürn és prou petit. Això pot ocórrer si la rotació és molt ràpida (i per tant la distribució de la temperatura és relativament uniforme), si el cos és de molt reduïdes dimensions o si l'obliqüitat s'apropa als 90°. L'efecte estacional es fa més rellevant per a petits fragments d'asteroides (fins a 100 m), sempre que la seva superfície no estigui coberta d'estrat regolític aïllant ni tinguin una velocitat de rotació extremadament baixa. Addicionalment, per a períodes més extensos, en els quals l'eix de rotació del cos és alterat per les col·lisions amb altres cossos (i per tant també canvia la direcció de l'efecte diürn), l'efecte estacional tendirà a ser dominant.

Les condicions detallades anteriorment poden lògicament complicar-se en el cas de cossos amb òrbites molt excèntriques.